# Haploporatia carniolensis
Haploporatia carniolensis är en mångfotingart som först beskrevs av Karl Wilhelm Verhoeff 1897.  Haploporatia carniolensis ingår i släktet Haploporatia och familjen Mastigophorophyllidae. Inga underarter finns listade i Catalogue of Life.